# Academia Chilena de Ciências
A Academia Chilena de Ciências é o recinto de discussão e proposta de ideias sobre o conhecimento do saber no Chile. Localiza-se na cidade de Santiago e foi fundada em 1964.

## História
A fundação da instituição se deu em decorrência do projeto de lei aprovado em 21 de outubro de 1964 sobre as Ciências, as Artes e outros ramos do saber que foram inauguradas em conjunto a esta academia. O projeto foi do Professor Alejandro Garretón Silva, Ministro da Educação do Presidente Jorge Alessandri Rodríguez.
A ideia original da criação desta Academia é dividida em duas razões; a primeira consiste em proteger e expressar os idealismos de Platão que se estenderam ao longo de dois milênios na Europa e depois da Iluminismo vindo para a América, a segunda é sobre "recompilar as descobertas e aperfeiçoar as artes e as ciências .
Em 22 de outubro de 1964, foram empossados os 5 primeiros membros da academia: Gustavo Hoëcker, Carlos Mori, Luis Cerutti, Gustavo Lira e Eduardo Cruz Coke.

### Antecedentes no Chile, sobre a fundação das Academias
A Academia chilena de Ciências foi fundada junto às Academias de Medicina, Belas Artes e Ciências Políticas Sociais e Morais por iniciativa do governo de  1964, quando o projecto de lei em mãos do Poder Legislativo do Chile tinha sido aprovado para que a Academia Chilena da Língua e a Academia de História passassem a ser parte do "Instituto de Chile". Com o fim de administrar melhor a difusão da cultura e o saber no país

## Função atual d'Academia
As funções da Academia de Ciências tem os seguintes aspectos:
- Fomentar a discussão sobre temas relacionados com a temática da respectiva Academia.
- Expressar e expandir a ciência e assim mesmo os princípios do saber.

## Afiliação Internacional
Desde 1931, a comunidade acadêmica chilena está representada no Conselho Internacional de Ciência. Hoje, essa representação se dá através d'Academia Chilena de Ciências.

## Presidentes
- Cecilia Hidalgo Tapia (2019 - 2021)
- María Teresa Ruiz (2015-2018)